# Пам'ятки історії Шишацького району
У Шишацькому районі Полтавської області нараховується 54 пам'ятки історії.
| #  | назва | адреса                                                                                    | роки події                 | роки встановлення            | автор                              | матеріали                                      | розміри | рішення |
| -- | --- | ----------------------------------------------------------------------------------------- | -------------------------- | ---------------------------- | ---------------------------------- | ---------------------------------------------- | ------- | ------- |
| 2  | Братська могила радянських воїнів |                                                                                           | 1943                       |                              | Ск. Я. Рик, арх. Н. Клейн          | залізобетон, цегла оштук.                      |         |         |
| 3  | Могила Д. Т. Дерія |                                                                                           | 1892–1923                  |                              |                                    | могильна плита — чавун                         |         |         |
| 4  | Могила Д. Т. Легейди |                                                                                           | 1903–1922                  |                              |                                    | могильна плита — чавун                         |         |         |
| 5  | Могила командира партизанського загону Д. Д. Корніліча                                                                                             |                                                                                           | 1894–1942                  |                              |                                    | могильна плита — чавун                         |         |         |
| 6  | Могила партизана Г. А. Кухаря |                                                                                           | 1912–1941                  |                              |                                    | могильна плита — чавун                         |         |         |
| 7  | Могила комісара партизанського загону К. Й. Тутки                                                                                                  |                                                                                           | 1909–1942                  |                              |                                    | могильна плита — чавун                         |         |         |
| 8  | Могила партизана В. І. Солодовнікова |                                                                                           | 1911–1943                  |                              |                                    | могильна плита — чавун                         |         |         |
| 9  | Братська могила патріотів Батьківщини | смт Шишаки, центр, вул. Корнілича                                                         | 1943                       | 1973                         | Полтавські художні майстерні       | стела — граніт                                 |         |         |
| 10 | Меморіальна дошка на честь командира партизанського загону К. Й. Тутки                                                                             | смт Шишаки, вул. Тутки, 1                                                                 | 1909–1942                  | 1978                         | Полтавські художні майстерні       | граніт                                         |         |         |
| 11 | Могила лікаря професора, революціонера Є. І. Яковенка                                                                                              | смт Шишаки, кладовище                                                                     | 1865–1943                  | 1973                         | Місцеві майстри                    | могильна плита — граніт                        |         |         |
| 12 | Будинок, в якому проживала радянська письменниця В. Ф. Панова                                                                                      | смт Шишаки, вул. Кривоноса, 17                                                            | 1931, 1937–1939, 1942–1943 | 1976 — мем. дошка            | –                                  | цегляний одноповерховий                        |         |         |
| 13 | Пам'ятник трудової Слави — трактор Т-38 на честь 50-річчя від дня заснування Шишацької МТС                                                         | смт Шишаки, «Сільгосптехніка»                                                             |                            |                              |                                    |                                                |         |         |
| 14 | Пам'ятний знак полеглим воїнам-землякам | с. Товсте                                                                                 | 1941–1945                  | 1967                         | Житомирські художні майстерні      | стела — граніт                                 |         |         |
| 15 | Пам'ятний знак полеглим воїнам-землякам | с. Хвощове                                                                                | 1941–1945                  | 1967                         | Житомирські художні майстерні      | стела — граніт                                 |         |         |
| 16 | Пам'ятний знак полеглим воїнам-землякам | с. Велика Бузова                                                                          | 1941–1945                  | 1967                         | Житомирські художні майстерні      | стела — граніт, барельєф скорботної матері     |         |         |
| 17 | Братська могила радянських воїнів, партизанів і пам'ятний знак воїнам-землякам                                                                     | с. Зелене, меморіальний комплекс                                                          | 1941, 1943, 1941–1945      | 1957                         | Харківський скульптурний комбінат  | залізобетон, цегла оштук.                      |         |         |
| 18 | Братська могила радянських воїнів | с. Низова Яковенщина, біля шляху Шишаки — Сагайдак                                        | 1943                       | 1958                         | ск. О. Щербина                     | залізобетон, цегла оштук.                      |         |         |
| 19 | Братська могила радянських воїнів і пам'ятний знак воїнам-землякам                                                                                 | с. Великий Перевіз, меморіальний комплекс                                                 | 1943, 1941–1945            | 1958                         | ск. О. Щербина                     | залізобетон, цегла оштук.                      |         |         |
| 20 | Пам'ятник спаленому фашистами селу | с. Баранівка, центр                                                                       | 11.11.1941                 | 1979                         | ск. Копайгоренко, арх. Гофман      | залізобетон, цегла оштук.                      |         |         |
| 21 | Школа, у якій вчилась і працювала партизанка-розвідниця Є. І. Бородай, розстріляна фашистами 25.03.1942                                            | с. Баранівка                                                                              | 1928–1935                  | 1970 — мем. дошка            | –                                  | будинок одноповерховий цегляний                |         |         |
| 22 | Братська могила радянських воїнів і пам'ятний знак воїнам-землякам                                                                                 | с. Баранівка, центр                                                                       | 1943, 1941–1945            | 1959                         | Ск. Я. Рик, арх. Н. Клейн          | залізобетон, цегла оштук.                      |         |         |
| 23 | Братська могила жертв фашизму, пам'ятний знак воїнам-землякам                                                                                      | с. Баранівка, меморіальний комплекс                                                       | 1941                       | 1966                         | Місцеві майстри                    | обеліск — чавун                                |         |         |
| 24 | Пам'ятний знак полеглим воїнам-землякам | с. Пелагеївка, кладовище                                                                  | 1941–1945                  | 1966                         | Житомирські художні майстерні      | стела — граніт                                 |         |         |
| 25 | Пам'ятний знак полеглим воїнам-землякам | с. Самари, кладовище                                                                      | 1941—1945                  | 1966                         | Житомирські художні майстерні      | стела — граніт                                 |         |         |
| 26 | Братська могила радянських воїнів | с. Воскобійники, біля будинку культури                                                    | 1943                       | 1957                         | Ск. Я. Рик, арх. Н. Клейн          | залізобетон, цегла оштук.                      |         |         |
| 27 | Пам'ятний знак воїнам-землякам | с. Воскобійники, центр                                                                    | 1941–1945                  | 1968                         | Житомирські художні майстерні      | обеліск — граніт                               |         |         |
| 28 | Братська могила радянських воїнів і пам'ятний знак воїнам-землякам                                                                                 | с. Гоголеве, центр, меморіальний комплекс                                                 | 1943, 1941–1945            | 1957                         | Ск. О. Щербина                     | залізобетон, цегла оштук.                      |         |         |
| 29 | Могила батьків письменника М. В. Гоголя: Василя Панасовича і Марії Іванівни                                                                        | с. Гоголеве                                                                               | 1777–1825, 1791–1868       | 1952, рек. 1984              | Місцеві майстри                    | хрест — метал                                  |         |         |
| 30 | Пам'ятний знак на місці будинку, в якому з 1809 по 1829 рік жив М. В. Гоголь                                                                       | с. Гоголеве                                                                               | 1809–1848                  | 1952                         | Місцеві майстри                    | обеліск — граніт                               |         |         |
| 31 | Пам'ятний знак воїнам-землякам | с. Шафранівка                                                                             | 1941–1945                  | 1967                         | Житомирські художні майстерні      | обеліск — граніт                               |         |         |
| 32 | Братська могила радянських воїнів | с. Жоржівка                                                                               | 1943                       | 1957                         | Ск. Я. Рик, арх. Н. Клейн          | залізобетон, цегла оштук.                      |         |         |
| 33 | Пам'ятний знак полеглим воїнам-землякам | с. Жоржівка, парк                                                                         | 1941–1945                  | 1971                         | Житомирські художні майстерні      | обеліск — граніт                               |         |         |
| 34 | Пам'ятний знак на місці загибелі командира партизанського загону Д. Д. Корніліча                                                                   | с. Жовтневе, в полі, за селом                                                             | 1894–1942                  | 1974                         | Ск. Н. Коган                       | обеліск — граніт                               |         |         |
| 35 | Братська могила учасників громадянської війни | с. Ковалівка, центр                                                                       | 1918–1920                  | 1927                         | Місцеві майстри                    | обеліск — залізобетон                          |         |         |
| 36 | Пам'ятний знак воїнам-землякам | с. Ковалівка                                                                              | 1941–1945                  | 1969                         | Житомирські художні майстерні      | обеліск — граніт                               |         |         |
| 37 | Братська могила радянських воїнів | с. Ковалівка, парк                                                                        | 1943                       | 1957                         | Ск. О. Щербина                     | залізобетон, цегла оштук.                      |         |         |
| 38 | Пам'ятний знак воїнам-землякам періоду громадянської і Великої Вітчизняної воєн                                                                    | с. Куйбишеве, центр                                                                       | 1918–1920, 1941–1945       | 1967                         | Київський скульптурний комбінат    | обеліск — граніт                               |         |         |
| 39 | Пам'ятний знак на місці загибелі комісара партизанського загону К. Й. Тутки                                                                        | с. Куйбишеве, в лісі                                                                      | 1942                       | 1970                         | Місцеві майстри                    | обеліск — залізобетон                          |         |         |
| 40 | Будинок-дача письменника В. Г. Короленка | с. Куйбишеве, кол. хут. Хатки                                                             | 1905–1919                  | 1953 — мем. дошка, рек. 2002 | арх. В. Г. Кричевський             | будинок двоповерховий, дерев'яний оштуктурений |         |         |
| 41 | Братська могила радянських воїнів і пам'ятний знак воїнам-землякам                                                                                 | с. Михайлики, меморіальний комплекс                                                       | 1943, 1941–1945            | 1957                         | Харківський скульптурний комбінат  | залізобетон, цегла оштук.                      |         |         |
| 42 | Братська могила радянських воїнів і пам'ятний знак воїнам-землякам                                                                                 | с. Ковердина Балка, меморіальний комплекс                                                 | 1943, 1941–1945            | 1967                         | Ск. Я. Рик, арх. Н. Клейн          | залізобетон, цегла оштук.                      |         |         |
| 43 | Братська могила радянських воїнів і пам'ятний знак воїнам-землякам                                                                                 | с. Порскалівка, меморіальний комплекс                                                     | 1943, 1941–1945            | 1957                         | Ск. О. Щербина                     | залізобетон, цегла оштук.                      |         |         |
| 44 | Братська могила радянських воїнів і пам'ятний знак воїнам-землякам                                                                                 | с. Сагайдак, біля клубу, меморіальний комплекс                                            | 1943, 1941–1945            | 1958                         | Ск. А. Білостоцький, О. Супрун     | залізобетон, цегла оштук.                      |         |         |
| 45 | Могила героя російсько-японської війни генерал-майора А. Г. Пащенка, який вперше запровадив на практиці обстріл ворожих військ із закритих позицій | с. Сагайдак, кладовище                                                                    | 1869–1909                  | 1978                         | Майстер Карпенко                   | обеліск в формі дуба — граніт                  |         |         |
| 46 | Братська могила радянських воїнів, партизанів і пам'ятний знак воїнам-землякам                                                                     | с. Федунка, меморіальний комплекс                                                         | 1942, 1943, 1941–1945      | 1957                         | Ск. Я. Рик, арх. Н. Клейн          | залізобетон, цегла оштук.                      |         |         |
| 47 | Братська могила радянських воїнів і пам'ятний знак воїнам-землякам                                                                                 | с. Яреськи, біля школи, меморіальний комплекс                                             | 1941, 1941–1945            | 1957                         | Харківський скульптурний комбінат  | залізобетон, цегла оштук.                      |         |         |
| 48 | Меморіальна дошка в пам'ять відвідування М. В. Гоголем домашнього театру в с. Яреськи                                                              | с. Яреськи, будинок початкової школи                                                      | –                          | 1980 — мем. дошка            | Новосанжарський побутовий комбінат | граніт                                         |         |         |
| 49 | Могила радянського воїна | с. Яреськи, центр                                                                         | 1943                       | 1968                         | Місцеві майстри                    | обеліск — залізобетон                          |         |         |
| 50 | Могила першого секретаря комсомольської організації А. Є. Таранцова, який загинув від рук куркулів                                                 | с. Яреськи, парк                                                                          | 1904–1922                  | 1977                         | Місцеві майстри                    | обеліск — граніт                               |         |         |
| 51 | Меморіальна дошка на честь кінорежисера О. П. Довженка, який проводив кінозйомки в цьому селі                                                      | с. Яреськи, будинок початкової школи                                                      | 1927–1938                  | 1977                         | Полтавські художні майстерні       | граніт                                         |         |         |
| 52 | Дуб, посаджений М. В. Гоголем у пам'ять перебування у селі                                                                                         | с. Яреськи                                                                                |                            |                              |                                    |                                                |         |         |
| 53 | Пам'ятний знак на місці розстрілу жертв фашизму | ур. Пам'ятне, біля траси Яреськи — Шишаки, 1,5 км від смт Шишаки над шляхом на с. Яреськи | 1941–1943                  | 1971                         | Ск. Є. Губа                        | стела — залізобетон                            |         |         |
| 54 | Братська могила радянських воїнів і пам'ятний знак воїнам-землякам                                                                                 | с. Пришиб, меморіальний комплекс                                                          |                            |                              |                                    |                                                |         |         |